# بی جی نواک
بی جی نواک (انگلیسی: B. J. Novak؛ زادهٔ ۳۱ ژوئیهٔ ۱۹۷۹) فیلم‌نامه‌نویس و هنرپیشه اهل ایالات متحده آمریکا است. وی از سال ۲۰۰۱ میلادی تاکنون مشغول فعالیت بوده‌است.
از فیلم‌هایی که او در آن نقش داشته‌است، می‌توان به حرامزاده‌های لعنتی، دیکتاتور، مرد عنکبوتی شگفت‌انگیز ۲، نجات آقای بنکس و مجموعه اداره اشاره کرد.